# Okrug Pima, Arizona
Pima, okrug na jugu Arizone,  23.799 km² (9189 mi²); 946,362 stanovnika (2006.)
Pima je smještena na sjevernom dijelu pustinje Sonora a obuhvaća brdovita područja kao i šume kaktusa. Indijanci ga nastanjuju još od pretpovijesnog doba pa sve do danas. Veliki dio pripada rezervatima Papago ili Tohono O'odham i nešto manjem San Xavier. Glavno središte okruga je Tucson.

## Povijest
Otac Kino u Pimi utemeljuje 1697. misiju San Xavier del Bac, koja je u upotrebi još i danas, i mnogi je drže za jednom od najljepših kininih misija. Godine 1775. tim krajem prolazi Juan Bautista de Anza, putuje sjeverno duž rijeke Santa Cruz zajedno sa svojom kolonizatorskom ekspedicijom na putu za San Francisco. 
Pukovnik Hugo O'Conor, Irac u službi Španjolske, još ranije u kolovozu 1775. utemeljuje grad San Agustín del Tucson (današnji Tucson) na obalama rijeke Santa Cruz, a naseljava ga obitelj Sosa na čelu s José Maria Sosom, gdje je umro 2. travnja 1800., a njegova udovica Dona Rita Expinosa de Sosa šesnaestog dana travnja iste godine u Tubacu, te je dan kasnije sahranjena u tamošnjoj crkvi. Tucson će dvadesetak godina nakon smrti Sosine obitelji past pod vlast Meksika, zbit će se to kroz meksički rat za neovisnost koji je potrajao od (1810. – 1821.), a nakon kupnje Gadsden Purchase (La Venta de la Mesilla, vidi  Arhivirana inačica izvorne stranice od 9. listopada 2007. (Wayback Machine)), 45.535 mi² (76.770 km²),  regije na jugu današnje Arizone i Novog Meksika, koju je za Ujka Sama proveo James Gadsden (1788. – 1858.), unuk južnokarolinskog revolucionara Christopher Gadsdena, Tucson će doći pod kontrolu SAD-a, a 1856. pristići će u taj kraj i Američka vojska.

## Parkovi i druge atrakcije
Prvi poznati stanovnici bili su Hohokam Indijanci (oko 900. godine pa do 1450-ih), koji su živjeli na području nacionalnog spomenika Colosal Cave, čije su im pećine služile kao obitavališta i spremišta hrane, a od 1450-ih do 1880tih pleme Sobaipuri. Na području okruga Pima nalazi se više parkova i drugih atrakcija, među kojima su najpoznatiji nacionalni spomenik Colossal Cave Mountain Park, danas dom mnogih vrsta životinja i biljaka, među kojima su najveći puma, ogrličasti pekari (Pecari tajacu), američki smrdljivac (Mephitis mephitis), koatimundi, dugorepa životinja iz porodice rakuna i divovski saguaro-kaktus (Carnegiea gigantea) sa sočnim plodovima, najvažnijom hranom tamošnjih ptica i manjih životinja i značajan izvor hrane Indijanaca Papago i Pima. Saguaro naraste do 15 metara u visini, živjeti preko 200 godina i sadržavati 200 galona vode. 
U druge atrakcije treba spomenuti Arizona-Sonora Desert Museum sa ZOO-om i botaničkim vrtom; takozvani arizonski Hollywood, Old Tucson Studios, najpoznatija lokacija za snimanje western tema (vidi); više sportskih parkova: Tucson Raceway Park, Sportspark, Southwestern International Raceway, Rillito Park Horse Racetrack.

## Gradovi i naselja
Ajo, Arivaca, Avra Valley, Casas Adobes, Catalina, Catalina Foothills, Comobabi, Continental,  Corona de Tucson, Cortaro, Covered Wells, Cowlic, Drexel-Alvernon, Drexel Heights, East Sahuarita, Flowing Wells, Fresnal Canyon, Green Valley, Gu Vo, Haivana Nakya, Hickiwan, Ko Vaya, Lakeville, Littletown, Marana, Mt. Lemmon, Oro Valley, Pan Tak, Picture Rocks, Pisinemo, Redington, Rillito, Sahuarita, San Miguel, San Xavier, Santa Rosa, Sasabe, Schuchuli, Sells, Sil Nakaya, South Tucson, Tanque Verde, Three Points, Topawa, Tortolita, Tucson, Tucson Estates, Vail, Valencia West, Vamori, Ventana, Why.

## Vanjske poveznice
- Pima County History  Arhivirana inačica izvorne stranice od 14. kolovoza 2007. (Wayback Machine)
- Pima County